# Neola semiaurata
Neola semiaurata là một loài bướm đêm thuộc họ Notodontidae. Nó được tìm thấy ở Úc.
Sải cánh dài khoảng 60 mm.
Ấu trùng ăn các loài Acacia, bao gồm Acacia prominens.

## Hình ảnh

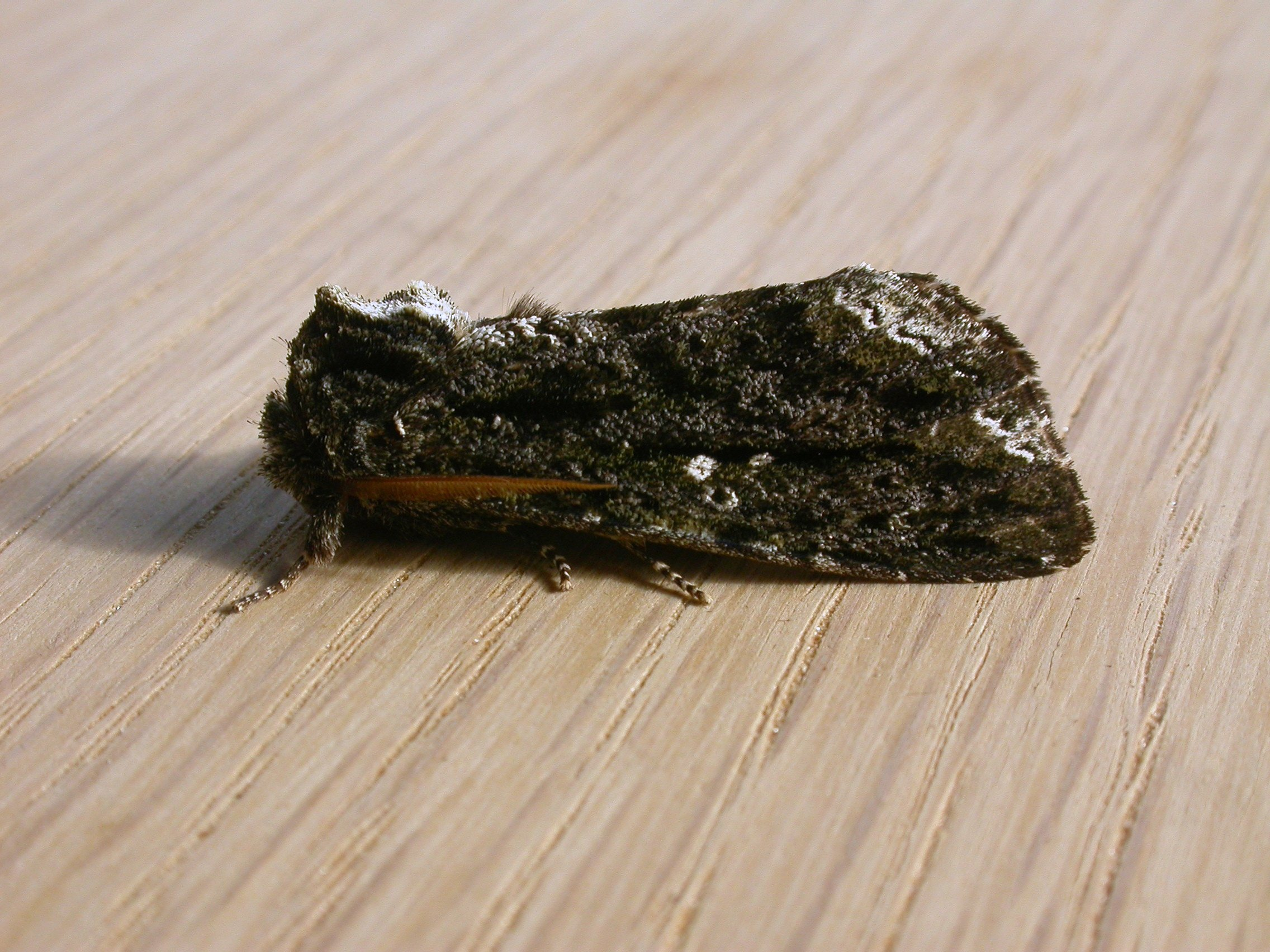